# Wasserbehälter (Heßloch)

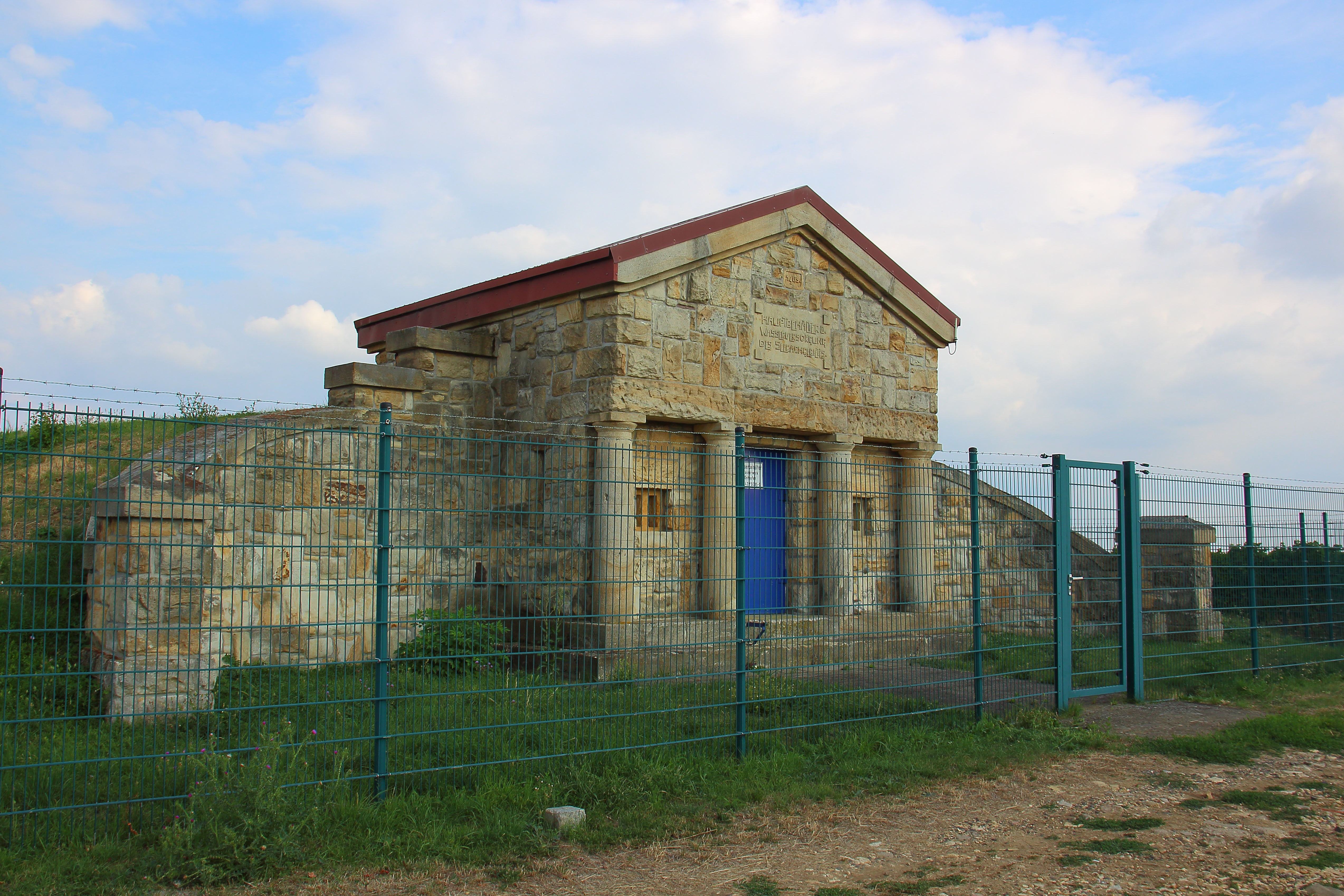
Wasserbehälter in Heßloch

Der Wasserbehälter in Heßloch, einem Ortsteil der Ortsgemeinde Dittelsheim-Heßloch im Landkreis Alzey-Worms in Rheinland-Pfalz, wurde 1905 errichtet. Der Wasserbehälter am Liebfrauenberg, südöstlich des Ortes in der Flur Auf dem Berg, ist ein geschütztes Kulturdenkmal.
Der Bau in klassizistischen Formen aus Sandstein-Bossenquadern hat ein flaches Satteldach und geschwungene, abgetreppte Flankenmauern. Die Fassade hat vier dorische Säulen. Im Giebel, der mit der Jahreszahl 1905 bezeichnet ist, ist folgende Inschrift vorhanden: „HAUPTBEHÄLTER II. WASSERVERSORGUNG DES SEEBACHGEBIETES“.